# Lacinipolia lustralis
Lacinipolia lustralis là một loài bướm đêm trong họ Noctuidae.